# Alice Roosevelt Longworth
Pour les articles homonymes, voir Roosevelt.
Pour les autres membres de la famille, voir Famille Roosevelt.
Alice Roosevelt Longworth, née le 12 février 1884 à New York et morte le 20 février 1980 à Washington, D.C., est une figure mondaine américaine.

## Biographie

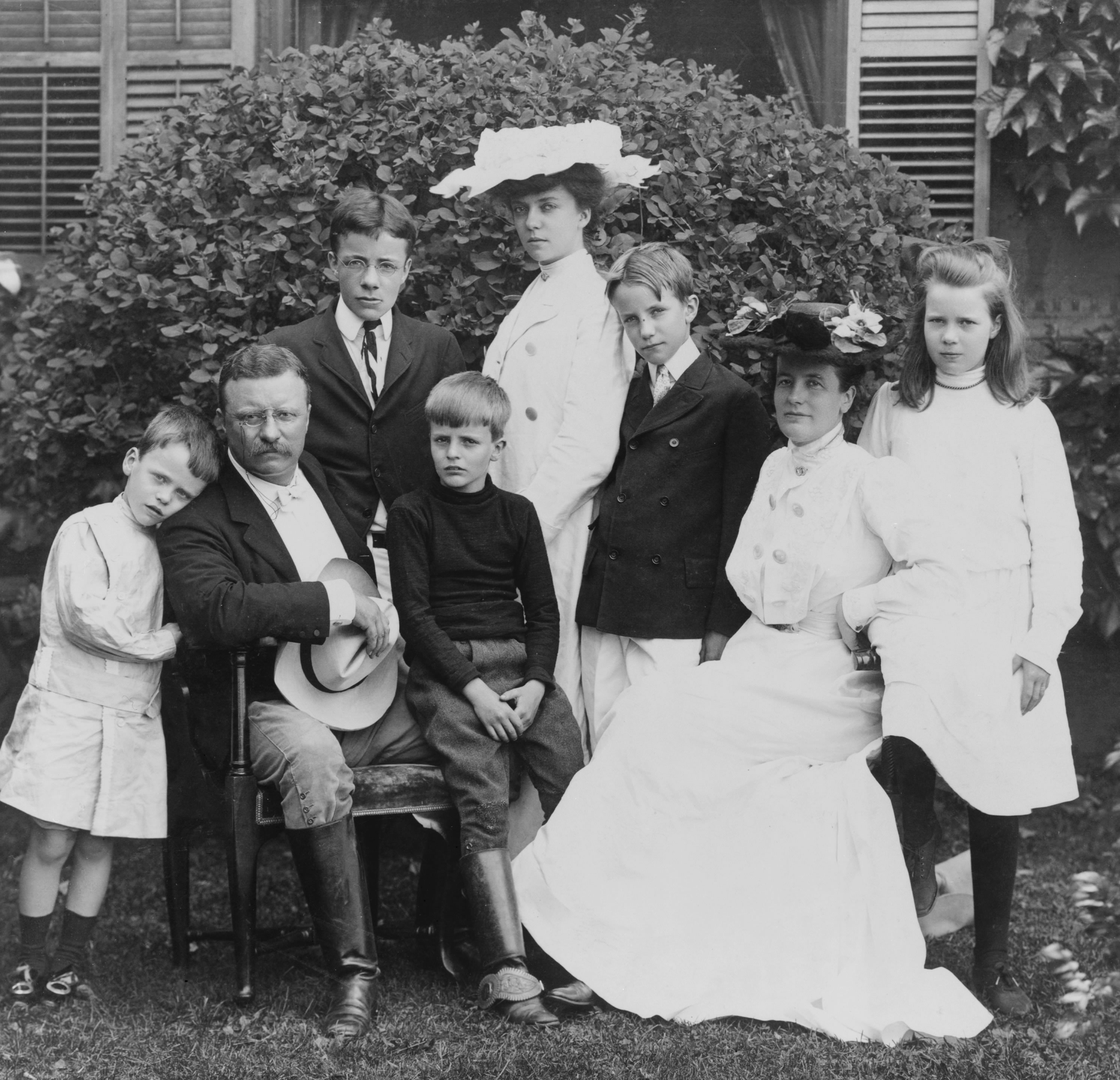
Alice Roosevelt Longworth (au centre) en famille en 1903.

Alice Roosevelt Longworth est l'aînée et la dernière des filles survivantes du président américain Theodore Roosevelt et seule enfant de sa première épouse Alice Hathaway Roosevelt. Elle est aussi l'épouse puis la veuve de Nicholas Longworth, qui fut président de la Chambre des représentants de 1925 à 1931. Sa belle-sœur Clara a épousé le général Aldebert de Chambrun, dont le fils René épouse Josée Laval, fille de Pierre Laval.
Alice Longworth devient rapidement une figure mondaine très populaire de la capitale américaine grâce à sa beauté, son charme, ses critiques acerbes et surtout ses relations politiques ; autrefois appelée « l'autre monument de Washington », elle a laissé des mémoires et des commentaires de la plupart des figures politiques qu'elle côtoya, passant des présidents Benjamin Harrison à Gerald Ford.

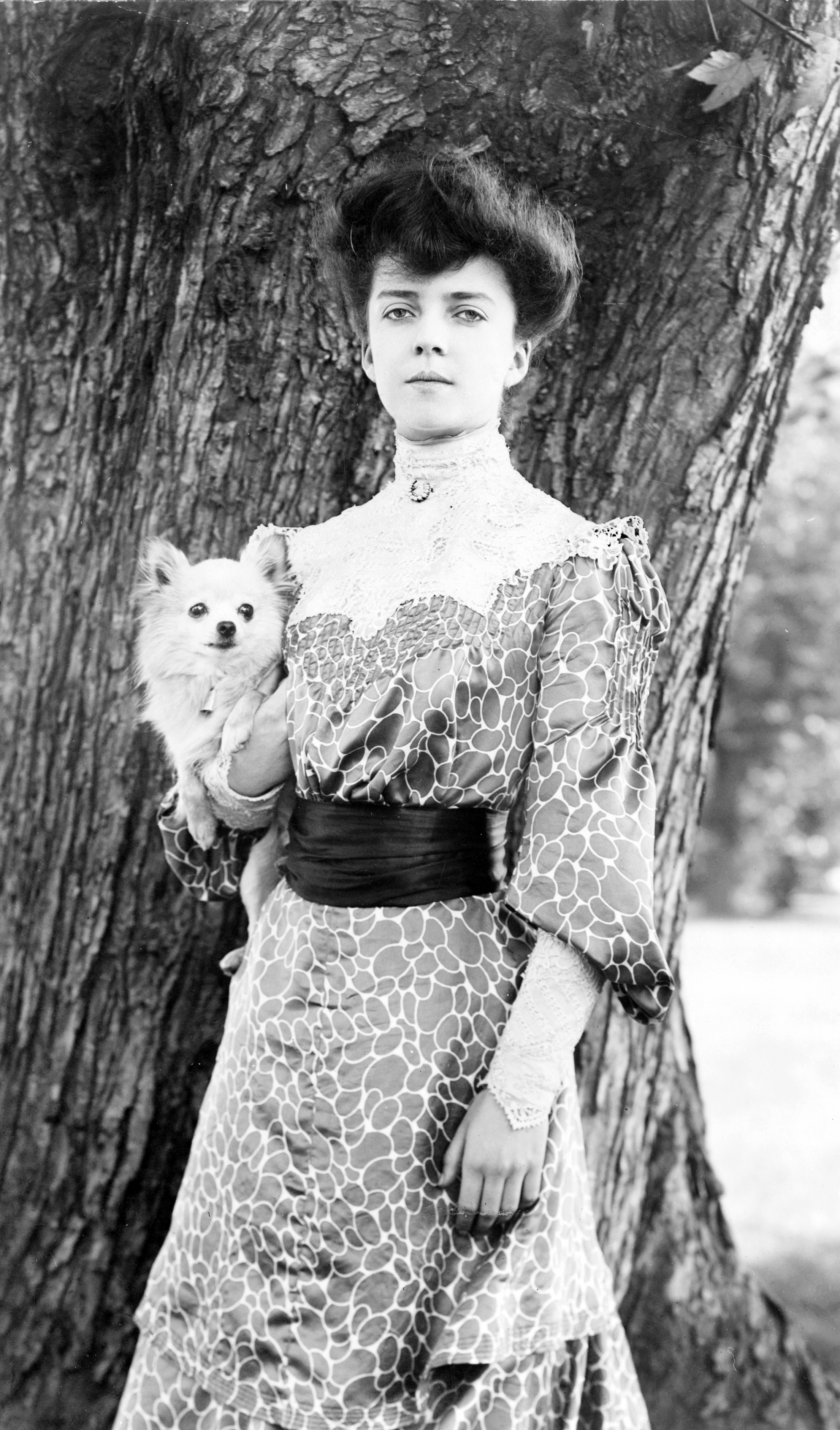
Alice Roosevelt avec son chien en 1902.